# كاواساكي للدراجات النارية

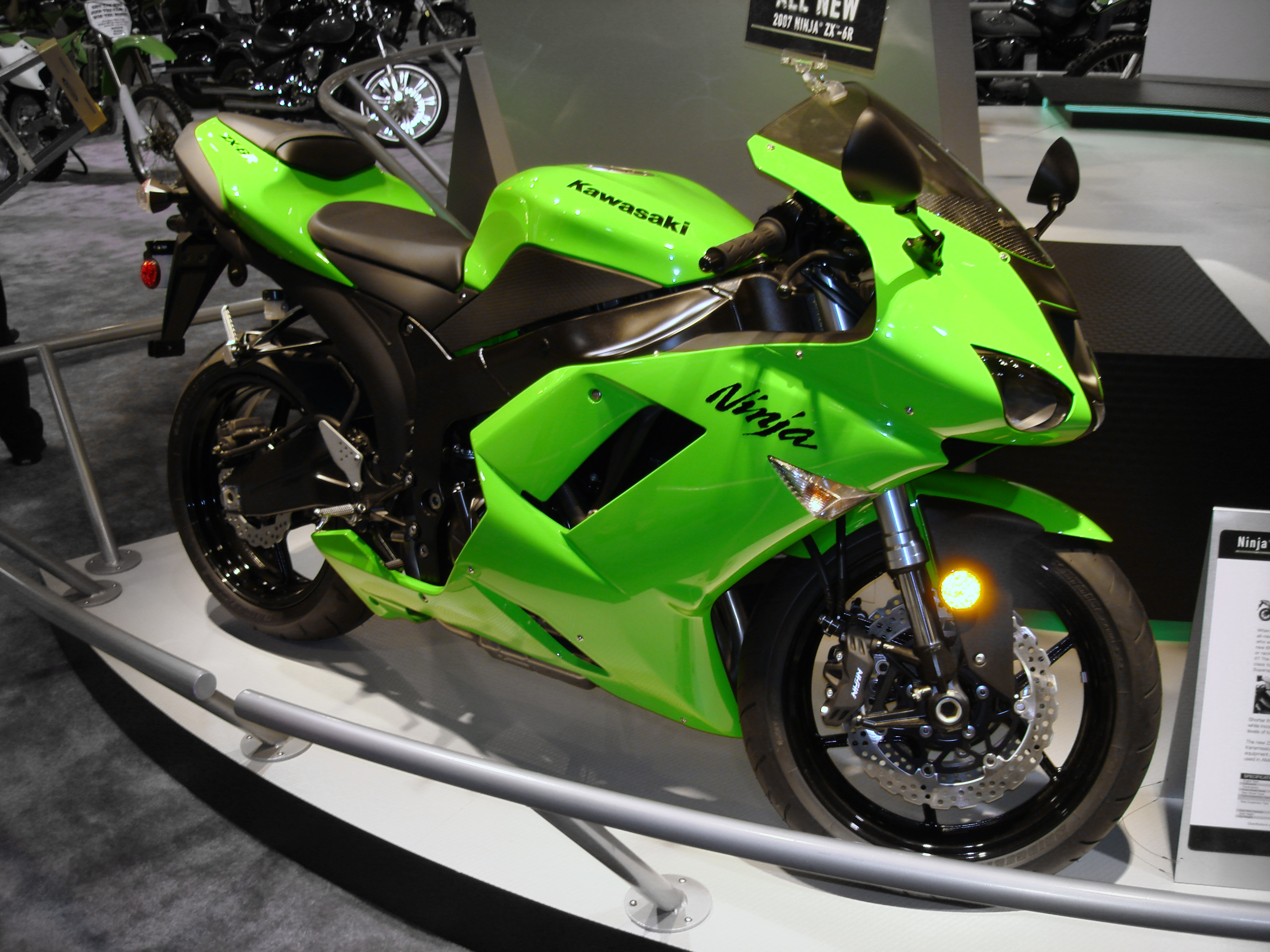
دراجة كاوازاكي نينجا ZX-6R، وتعد كاوازاكي واحدة من الشركات الأكثر شعبية في رياضة الدراجات

 كاواساكي للدراجات النارية (بالإنجليزية: Kawasaki motorcycles)‏ هي شركة تصنع الدراجات النارية والمحركات، وهي أحد أقسام شركة كاواساكي للصناعات الثقيلة. ولها مصانع في اليابان والولايات المتحدة والفلبين واندونيسيا وتايلاند.

## التاريخ
صنعت "Kawasaki Aircraft" دراجات نارية في البداية تحت اسم "Meguro"، بعد أن اشترت الشركة المصنعة للدراجات النارية "Meguro Manufacturing" التي كانت في شراكة معها. أصبح هذا في النهاية مبيعات السيارات «كاواساكي». تعرض بعض الدراجات النارية القديمة شعارًا مكتوبًا عليه "Kawasaki Aircraft" على خزان الوقود.
خلال عام 1962، كان مهندسو شركة «كاواساكي» يطورون محركًا رباعي الأشواط للسيارات الصغيرة. ثم انتقل بعض المهندسين إلى مصنع Meguro للعمل على Meguro K1 وSG ، وهي أسطوانة مفردة 250 cc OHV. في عام 1963، اندمجت شركة Kawasaki وMeguro لتشكيل شركة Kawasaki Motorcycle Co. Ltd. استخدمت دراجات «كاواساكي» النارية من عام 1962 حتى عام 1967 شعارًا يمكن وصفه بأنه علم داخل جناح.
استمر العمل على Meguro K1 ، نسخة من BSA A7500 cc توأم رأسي. وعلى «كاواساكي W1». تم تصدير K2 إلى الولايات المتحدة لإجراء اختبار استجابة لتوسيع السوق الأمريكية للدراجات النارية رباعية الأشواط. في البداية تم رفضه بسبب نقص القوة. بحلول منتصف الستينيات، كانت كاواساكي تصدر أخيرًا عددًا معتدلاً من الدراجات النارية. أدت سيارة Kawasaki H1 Mach III في عام 1968، إلى جانب العديد من الدراجات النارية ذات الطراز الداخلي للتنافس مع Yamaha وSuzuki وHonda ، إلى زيادة مبيعات وحدات Kawasaki.
قسم محركات Kawasaki ، الموجود في مجمع مكاتب واحد في Grand Rapids ، ميتشيغان، يدمج مشاريع البحث والتطوير للمحركات.